# Wish You Were Here (Rednex-dal)
A Wish You Were Here című ballada a svéd Rednex 3. kimásolt kislemeze Sex & Violins című stúdióalbumról. A dal slágerlistás első helyezés volt Ausztriában, Németországban és Svájcban.

## Megjelenések
12"  Németország ZYX Music – ZYX 7653-12
- A1	Wish You Were Here (Stampede Remix) 5:57 Remix [Uncredited] – Janne Ericsson, Stefan Sir Een, Written-By – L. Teijo
- A2	Wish You Were Here (Radio Edit) 4:08 Written-By – L. Teijo
- B1	Wish You Were Here (Live At Brunkeflo Town Hall) 4:08 Written-By – L. Teijo
- B2	Hittin' The Hay 3:19 Written-By – Jannie Ericsson*, L. Teijo

## Videóklip
A dalhoz készült videóklipet Matt Broadley rendezte.

## Slágerlista
| Slágerlista (1995)                   | Legjobb helyezés |
| ------------------------------------ | ---------------- |
| Ausztria (Ö3 Austria Top 40)         | 1                |
| Belgium (Ultratop 50 Flanders)       | 5                |
| Dánia (IFPI)                         | 10               |
| Finnország (Suomen virallinen lista) | 6                |
| Németország (Media Control Charts)   | 1                |
| Izland (Íslenski Listinn Topp 40)    | 2                |
| Hollandia (Dutch Top 40)             | 6                |
| Norvégia (VG-lista)                  | 1                |
| Svédország (Sverigetopplistan)       | 3                |
| Svájc (Schweizer Hitparade)          | 1                |

## Feldolgozások
- 1995 Urgent-C nevű előadó feldolgozása[8]
- 1997 A Blackmore’s Night nevű együttes feldolgozása Shadow of the Moon című stúdióalbumán[9]
- A 2006-os feldolgozás a Deutschland sucht den Superstar 3 évadjában Anna-Maria Zimmermann előadásában csendült fel, mely Love Songs című albumán hallható.
- 2021-ben a Blackmore’s Night ismét feldolgozta Nature's Light c. lemezén.[10]